# 五島市立奥浦小学校
五島市立奥浦小学校（ごとうしりつ おくうらしょうがっこう）は、長崎県五島市奥浦町にある公立小学校。

## 概要
歴史
1874年（明治7年）創立の「奥浦尋常小学校」と1880年（明治13年）創立の「平蔵尋常小学校」が1910年（明治43年）に統合され「前田尋常小学校」となった。数回の改称を経て2004年（平成16年）に現校名となった。2014年（平成26年）に創立140周年（統合104周年）を迎えた。

校章
左右の稲穂の根元をリボンで結んだ絵を背景にして、中央に校名の「奥」の文字を置いている。
校歌
1956年（昭和31年）に制定。作詞は中島英治、作曲は松尾政彦による。歌詞は3番まであり、1番に校名の「奥浦」が登場する。
校区
住所表記で五島市の後に「平蔵町、奥浦町、戸岐町」が続く地区。中学校区は五島市立奥浦中学校。

## 沿革
前史（奥浦小学校）
- 1874年（明治7年）10月 - 「第五大学区 第五中学区 奥浦小学校」が開校。
- 1880年（明治13年）7月 - 教育令の施行により、「公立中等奥浦小学校」に改称。
- 1886年（明治19年）9月 - 小学校令の施行により、「尋常奥浦小学校」（修業年限4年）に改称。
- 1889年（明治22年）4月 - 町村制の施行により南松浦郡奥浦村立の小学校となる。
- 1893年（明治26年）4月 - 小学校令の改正により、「奥浦尋常小学校」に改称。
- 1908年（明治41年）4月 - 小学校令の改正により、義務教育年限（尋常科の修業年限）が4年から6年に延長される。尋常科5年を新設。
- 1909年（明治42年）4月 - 尋常科6年を新設。

前史（平蔵小学校）
- 1880年（明治13年）7月 - 「公立下等平蔵小学校」が開校。
- 1886年（明治19年）9月 - 小学校令の施行により、「簡易平蔵小学校」（修業年限3年）に改称。
- 1889年（明治22年）4月 - 町村制の施行により南松浦郡奥浦村立の小学校となる。
- 1893年（明治26年）4月 - 小学校令の改正により、「平蔵尋常小学校」に改称。
- 1894年（明治27年）- 学校林を設定。
- 1908年（明治41年）4月 - 小学校令の改正により、義務教育年限（尋常科の修業年限）が4年から6年に延長される。尋常科5年を新設。
- 1909年（明治42年）4月 - 尋常科6年を新設。

統合
- 1910年（明治43年）4月1日 - 奥浦尋常小学校と平蔵尋常小学校の2校が統合され、「前田尋常小学校」となる。校長は松尾利兵。
- 1913年（大正2年）4月1日 - 高等科を併置し、「前田尋常高等小学校」に改称（尋常科6年・高等科2年）。
  - 尋常科を単式学級6、高等科を複式学級1、計7学級とする。
- 1923年（大正12年）9月 - 2教室を改築。
- 1927年（昭和2年）4月 - 高等科を2学級にする。
- 1933年（昭和8年）9月 - 普通教室を増築。
- 1934年（昭和9年）4月1日 - 「奥浦尋常高等小学校」に改称。校旗を制定。
- 1937年（昭和12年）4月 - 校舎1棟（3教室）を増築。
- 1941年（昭和16年）4月1日 - 国民学校令の施行により、「奥浦村奥浦国民学校」に改称。尋常科を初等科に改める（初等科6年・高等科2年）。
- 1947年（昭和22年）4月1日 - 学制改革（六・三制の実施）が行われる。
  - 旧・奥浦国民学校の初等科が改組され、「奥浦村立奥浦小学校」となる。
  - 旧・奥浦国民学校の高等科が改組され、奥浦村立奥浦中学校（新制中学校）となり、当面の間小学校に併設される。
- 1954年（昭和29年）4月1日 - 町制合併・市制施行により、「福江市立奥浦小学校」に改称。
- 1956年（昭和31年）
  - 2月 - 校歌を制定。
  - 6月 - 水道設備を設置。
  - 9月 - 台風12号により校舎1棟4教室が倒壊したため、奥浦中学校教室を借用し時間を午前と午後に分けて二部授業を実施。
- 1957年（昭和32年）5月 - 新校舎5教室が完成。
- 1965年（昭和40年）
  - 4月 - 鉄筋コンクリート造2階建ての新校舎1棟が完成。
  - 5月 - ミルク（脱脂粉乳）給食を開始。
- 1966年（昭和41年）11月 - テレビを設置し、視聴覚教育を開始。
- 1968年（昭和43年）4月 - 前田川河川工事のために校地の一部を提供。
- 1975年（昭和50年）4月 - 牛乳（生乳）給食を開始。
- 1976年（昭和51年）11月 - 鉄筋コンクリート造2階建ての校舎を増築。
- 1977年（昭和52年）5月 - 創立100周年を記念して新運動場が完成。
- 1980年（昭和55年）4月 - 体育館が完成。
- 1988年（昭和63年）2月 - 国旗掲揚台を設置。
- 1989年（平成元年）8月 - 砂場を新設。
- 1990年（平成2年）3月 - プールが完成。
- 1991年（平成3年）7月 - センター方式による完全給食を開始。
- 1992年（平成4年）
  - 1月 - 新校旗を制定。
  - 8月 - 運動場中庭に土入れ。
  - 10月 - 旧木造校舎・給食室・宿直室等を解体。運動場に鉄棒・雲梯・シーソーを設置。
- 1993年（平成5年）3月 - 校舎の大規模改修工事を完了。運動場に夜間照明を設置。
- 2004年（平成16年）8月1日 - 市町村合併により、「五島市立奥浦小学校」（現校名）へ改称。
- 2006年（平成18年）4月1日 - 五島市立戸岐小学校を統合。

## 交通アクセス
最寄りのバス停
- 五島自動車（五島バス）「奥浦小学校前」バス停

最寄りの道路
- 長崎県道162号河務福江線

## 周辺
- 五島市立奥浦中学校
- 平和のばら保育園

## 参考資料
- 「福江市史 上巻」（1995年（平成7年）3月31日, 福江市）第3編 教育・文化、第2章 学校教育、第2節 学校の沿革と現況 p. 365